# Transzláció utáni módosítás
A poszttranszlációs módosítás vagy transzláció utáni módosítás (PTM) a fehérjeszintézis egy lépése. A fehérjék keletkezése során riboszómák az mRNS transzlációjával polipeptidláncokat állítanak elő. Ezek a polipeptidláncok poszttranszlációs módosításokon (pl. felgombolyodás – folding –, darabolás) mennek keresztül, megváltoztatva működésüket, lokalizációjukat vagy más molekulákkal kialakított kapcsolatukat, így alakul ki a végső fehérjetermék.
A transzláció utáni módosítások közé tartozik a palmitoiláció, preniláció, foszforiláció, defoszforiláció, proteolízis, ADP-riboziláció, karboxilálás, ubikvitinálás, acetiláció, metiláció, hidroxiláció stb.

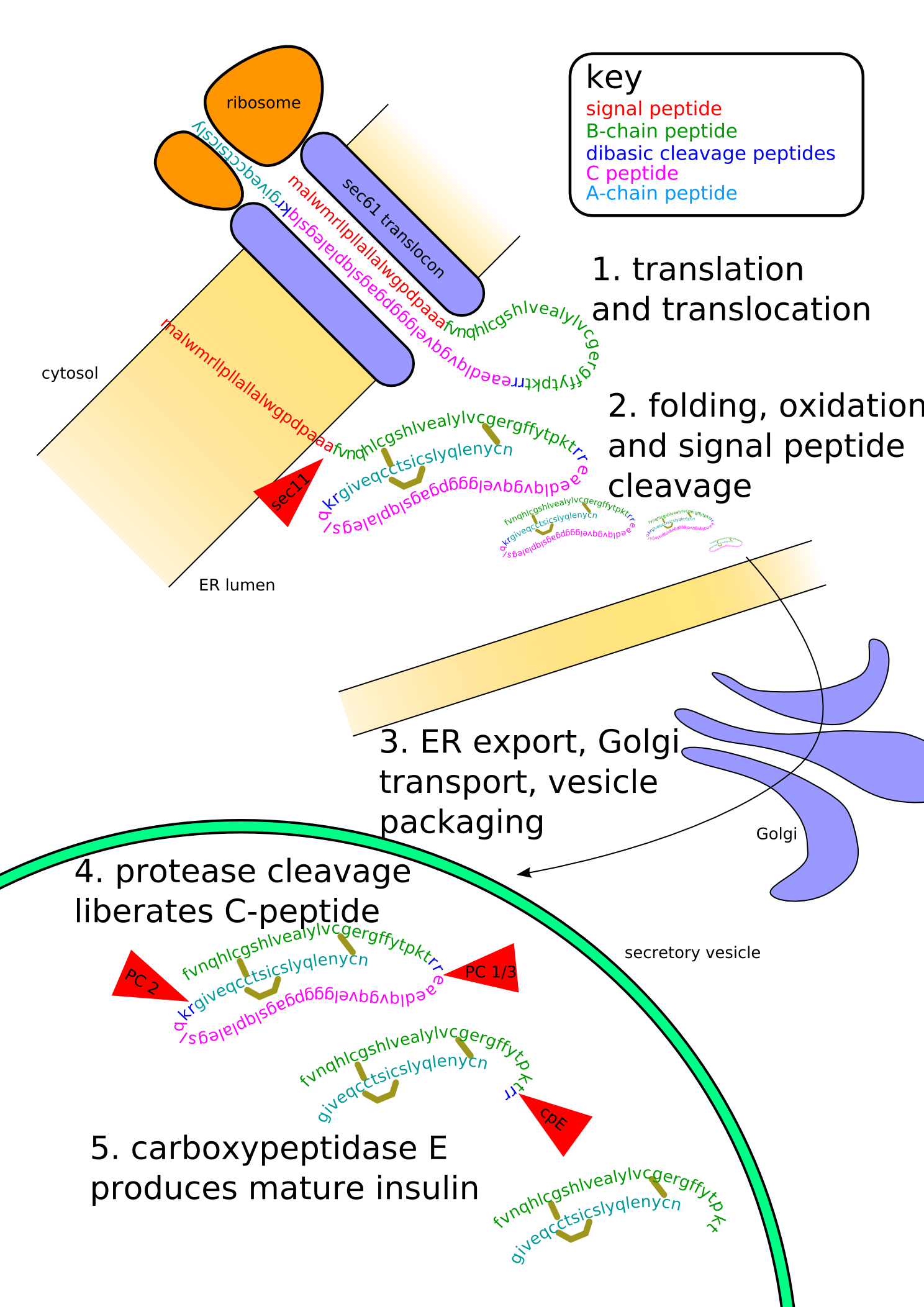
Inzulin poszttranszlációs módosítása. Felül a riboszóma elvégzi az mRNS-szekvencia fehérje-transzlációját, majd a fehérjét továbbadja az endoplazmatikus retikulumnak, ahol megtörténik a darabolása, felgombolyítása, majd diszulfid (-S-S-) -kötésekkel formában tartása. Ezután a fehérje áthalad a Golgi-készüléken, ahol vezikulumba csomagolják. A vezikulumban még néhány részt levágnak róla, és el is készült az érett inzulin

A fehérje (más néven polipeptid) egy aminosavakból álló lánc. A fehérjeszintézis során 20 különböző aminosav kerülhet bele a fehérjébe. A transzláció után az aminosavak poszttranszlációs módosítása kiterjeszti a fehérje funkcionalitását az által, hogy egyéb funkciós csoportokhoz (pl. acetát, foszfát, különböző lipidek és szénhidrátok) köti őket, megváltoztatja ezzel az aminosav kémiai természetét (pl. citrullináció) vagy strukturális változtatásokat eszközöl (pl. diszulfidhidakat képez).
Egyes enzimek továbbá eltávolíthatnak aminosavakat a fehérje N-terminális végéről, vagy középen elvághatják a peptidláncot. Például az inzulin hormont a diszulfidkötések kialakítása után kétszer elvágják, majd egy propeptidet eltávolítanak a lánc közepéről; az eredményül kapott fehérje két, diszulfidkötésekkel összekötött polipeptidláncból áll. A legtöbb, kialakulóban lévő polipeptid a metionin aminosavval kezdődik, mivel az mRNS start kodonja ezt az aminosavat kódolja. A metionin általában eltávolításra kerül a transzláció utáni módosítások során.
Más módosítások, mint a foszforiláció a fehérje viselkedését kontrolláló általános mechanizmusok közé tartoznak, például egy enzim aktiválását vagy inaktiválását okozhatják.
A fehérjék transzláció utáni módosítását különböző technikákkal lehet detektálni. Ezek közé tartozik a tömegspektrometria, majd Eastern blot/Western blot, a prekurzorion-keresés, a kétdimenziós géleken alkalmazott különböző fluoreszcens festési technikák – pl. a ProQ Diamond a foszfoproteineket, a ProQ Emerald pedig a glikoproteineket festi meg.